# Лао
Вижте пояснителната страница за други значения на Лао.
Лао (на лаоски: ລາວ) са тайска етническа група в Югоизточна Азия, наброяваща над 20 милиона души.
Живеят главно в Тайланд, където са около една четвърт от населението, и Лаос, където са мнозинство, като значителни емигрантски общности има в Съединените щати, Франция и страните от Югоизточна Азия. Говорят лаоски език, близък до тези на таите в Тайланд и шаните в Мианмар. Предшествениците на лао и таите се установяват в Югоизточна Азия през VII-XIII век, пристигайки от днешните китайски области Юннан и Гуанси. Тук те попадат под културното влияние на кхмерите и възприемат теравада будизма.